# Henri Leproux
Pour les articles homonymes, voir Leproux.
Henri Leproux, né le 22 janvier 1928 dans le 10e arrondissement de Paris et mort le 12 juin 2014 dans le 18e arrondissement de Paris, est le créateur du club le Golf Drouot qu'il dirigea pendant vingt-six ans.

## Biographie

### Avant Drouot
À 18 ans, il rêve de devenir boxeur et gagne quelques combats amateurs avant de partir à l'armée à Blois où il occupe un poste d'opérateur radio.
Pendant son service militaire, il sympathise avec un autre passionné de boxe, Doudou, qui est barman et l'aide une fois leur temps écoulé à être embauché au cabaret le Lido, où il travaille. Henri Leproux y gagne quelques concours de préparations de cocktails.
Colette, originaire de Blois, qui travaille également au Lido l'introduit dans le milieu du show-business.
Henri épouse Colette en 1967, ils ont un fils, Robin Leproux
C'est ainsi qu'Henri recueillera plus de 300 autographes de stars internationales du cinéma et du show business qu'il conservera soigneusement dans un carnet.

### L’épopée Drouot
Le Café d'Angleterre, rue Drouot à Paris, propose au premier étage un golf miniature. Henri Leproux en devient le barman mais la clientèle se fait rare.
À la fin des années 1950, la jeune génération commence à écouter du jazz ou du rock 'n' roll venu des États-Unis. Un jour quelques jeunes arrivent au Café d'Angleterre et parlent de musique américaine et de leur idole Elvis Presley et Gene Vincent . Henri Leproux sympathise avec eux ; les jeunes gens reviennent plusieurs fois et Henri décide de proposer à la propriétaire la transformation du golf miniature en discothèque. Il fait ses adieux aux clubs de golf, pour saluer le club Golf Drouot et son juke-box Seeburg. Jouant de la musique américaine (les disques sont introuvables en France) et mettant à disposition des consommations à bas prix pour privilégier la jeune clientèle, le club fonctionne.
En janvier 1960, un fidèle du Golf Drouot, Jean-Philippe Smet alias Johnny Hallyday, signe un contrat d'enregistrement et évidemment c'est à ses copains du Golf qu'il veut faire écouter en avant-première son premier 45-Tours T'aimer follement. Pour Henri Leproux, c'est aussi une publicité extraordinaire pour l'établissement car les jeunes se passent le mot : « Il y a un endroit à Paris où l'on peut écouter du rock 'n' roll et en plus il y a aussi des Français qui commencent à en jouer ». C'est ainsi le début du rock français.
Près de 6 000 groupes (amateurs ou professionnels) vont passer sur la scène du Tremplin du Rock (à partir de 1962 ,), les vendredis et samedis soir, jusqu'à la fermeture de l'établissement en 1981. Des dizaines de milliers de fans de rock, twist, ou pop, suivant les époques, montent les 40 marches de ce « temple du rock »  de la rue Drouot pour être accueillis par Henri en personne et son épouse, Colette, à la caisse en haut de l'escalier. Pour beaucoup de jeunes, ils sont en quelque sorte les parents rêvés qui comprennent leur amour de cette musique.
Des artistes comme The Who (02/06/1965) ou David Bowie (31/12/1965) ou encore Free (04/1969) font un passage dans ce haut lieu devenu mythique.
En 1981, le club laisse sa place à une enseigne de restauration rapide. Une page de l'histoire du rock français se tourne définitivement.

### Après Drouot
En 1982, Henri Leproux raconte toute cette épopée dans le livre Golf Drouot, temple du rock, aux éditions Robert Laffont.
Une fois l'heure de la retraite venue, le couple va vivre plusieurs années à Cheverny. Leur fils, Robin Leproux, est vice-président du directoire de la chaîne de télévision M6 et a présidé le Paris Saint-Germain de 2009 à 2011.
Une plaque souvenir en hommage au Golf Drouot et à Henri Leproux est posée au 2 de la rue Drouot à Paris le 24 février 2014 à l'initiative du maire de Paris Bertrand Delanoë, en présence de nombreuses vedettes. Michel Jonasz, Alain Chamfort, Vigon, Danyel Gérard, Érick Bamy, entre autres participent à l’évènement.
Il meurt le 12 juin 2014 à l'âge de 86 ans, et est inhumé au cimetière de Levallois-Perret (division 36).

### Anecdote
En 1981 Philippe Timsit, ex-assistant de Claude François écrit et sort le tube Henri, Porte des Lilas. Si le texte, assez énigmatique, ne s’adresse pas à Henri Leproux lui-même, il rappelle l’ambiance qui pouvait exister au Golf Drouot et l’effervescence que ce lieu a pu susciter pour la jeunesse de l’époque :
"J'espère que tu te souviendras de moi
Henri de la porte des Lilas
J'étais le bassiste des Toreros
J't'accompagnais au Golf-Drouot (...) 
On était presque des vedettes
On jouait plus fort que les Chaussettes (...) 
C'était sûrement les plus belles années de ma vie
J'y pense souvent aujourd'hui
Souviens-toi de moi
T'aurais pt'être du boulot pour moi
Ça fait 20 ans qu't'es une idole
En France, t'es l'roi du rock'n'roll
Souviens-toi de moi
J'étais sur scène à côté d'toi
Avec nos guitares électriques
On a fait changer la musique".